# Hästhagen-Kilholmens naturreservat
Hästhagen-Kilholmens naturreservat är ett naturreservat i Uppsala kommun i Uppsala län.
Området är naturskyddat sedan 1998 och är 36 hektar stort. Reservatet ligger vid nordöstra stranden av Norrsjön och består av blandskog med många stora ädellövträd och lövskogen vid stranden. Inom området finns även våtmarker och torrare hällmarker.